# Les inséparables

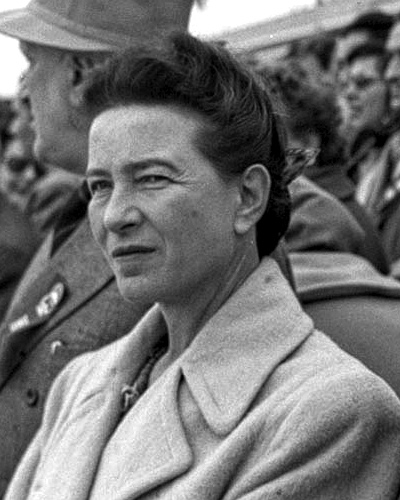
Simone de Beauvoir, auteur van Les Inséperables en inspiratie voor het personage Sylvie Lepage.

Les Inséperables (Nederlands: De onafscheidelijken) is een korte roman van Simone de Beauvoir. Het boek werd initieel door de Beauvoir geschreven in 1954, maar werd pas gepubliceerd in 2020 onder goedkeuring van haar dochter Sylvie Le Bon de Beauvoir. Het boek is een roman à clef, d.w.z. een boek gebaseerd op waargebeurde feiten, waarin namen en details veranderd zijn. Het boek gaat over de relatie tussen Sylvie Lepage (gebaseerd op Simone de Beauvoir zelf) en Andrée Gallard (gebaseerd op Elisabeth "Zaza" Lacoin, een jeugdvriendin van de Beauvoir).

## Inhoud
Het korte boek volgt de relatie tussen twee vrouwen. Sylvie Lepage is de oudste dochter uit een familie uit de hogere burgerij, die in Parijs leefden in het begin van de twintigste eeuw. Sylvie is sterk onder de indruk door het katholicisme van haar moeder en het nationalisme van haar vader. Haar keurige leven verandert echter op haar negende wanneer ze kennismaakt met Andrée Gallard, een nieuwe studente in haar klas. Andrée is afkomstig uit een ultra-katholieke en zeer rijke familie.

### Eerste deel
Het eerste deel van het boek focust op de jeugd van de twee meisjes. Sylvie omschrijft Andrée als "het meest interessante dat haar ooit al overkomen is." De meisjes spenderen alsmaar meer tijd samen. Andrée is een rebel, die de autoriteit van hun leerkrachten in vraag stelt en diepe gesprekken heeft met Sylvie over rechtvaardigheid, geloof, oorlog en de positie van vrouwen. Andrée heeft een hoge mate van vrijheid, aangezien haar moeder het erg druk heeft met het opvoeden van zeven kinderen. Onder invloed van Andrée gaat ook Sylvie steeds meer de autoriteiten in haar leven in vraag stellen. Tot dan toe was Sylvie een overtuigd katholiek, maar wanneer de pastoor waarbij ze regelmatig op biecht gaat haar terecht wijst op haar brutaal gedrag, ziet Sylvie in dat de pastoor niet meer is dan een "een roddelende oude man." Sylvie kiest er echter voor haar atheïsme geheim te houden.
Sylvie raakt in de ban van Andrée. Periodes waarin ze Andrée niet kan zien wordt ze gekweld door een diepe melancholie. Ze weet zich geen raad met de liefde die ze voor Andrée voelt. Dit culmineert in een verjaardagscadeau dat ze aan Andrée geeft voor haar dertiende verjaardag: een zelfgemaakte tas. Sylvie suggereert dat Madame Gallard door dat cadeau besefte dat Sylvie meer dan alleen vrienden met Andrée wilde zijn en kreeg vervolgens een hekel aan haar.
Op het einde van het eerste deel wordt Sylvie tijdens de vakantie uitgenodigd naar het landhuis van de familie Gallard in Béthary. De eerst zeer enthousiaste Sylvie, komt al gauw te weten dat zij naar het landgoed moest komen om Andrée te troosten. Ze ontdekt dat Andrée een vriendje had, Bernard. De ouders van Andrée wilden echter niet dat hun dochter met Bernard zou trouwen, aangezien zijn ouders nouveaux riches zijn en van Joodse afkomst, en hadden de twee daarom uit elkaar laten halen. Het was de taak van Sylvie om de Andrée, die na het incident geprobeerd had zelfmoord te plegen, te troosten. In een innig gesprek bekent Sylvie haar gevoelens voor Andrée en geeft ze toe dat ze niet meer in God gelooft.

### Tweede deel
Het tweede deel speelt zich af wanneer beide vrouwen aan de Sorbonne studeren: Sylvie filosofie en Andrée literatuur. Aan de universiteit leert Sylvie Pascal Blondel (geïnspireerd door Maurice Merleau-Ponty) kennen. Pascal is een gelovige jongeman, die omschreven wordt als erg sympathiek, maar nogal ongemakkelijk in de omgang met vrouwen. Pascal heeft een grote ontzag voor zijn vader en zus. Hij en Sylvie hebben lange gesprekken met elkaar over filosofie.
Wanneer Andrée en Pascal elkaar leren kennen worden ze al gauw op elkaar verliefd. Ze gaan regelmatig met elkaar wandelen en spreken af in cafeetjes, waar ze met elkaar babbelen over geloof en filosofie. Andrée, die sinds het incident met Bernard in een diepe depressie was gesukkeld, leeft weer op, aangezien Pascal haar laat zien dat je een goeie Christen kunt zijn en toch van het leven kunt genieten. De twee worden echter van elkaar gescheiden, wanneer Andrée in de zomer weer naar Béthary moet gaan. Tijdens deze trip staat alles in het teken van het huwelijk van haar zus Malou met een oudere man. Madame Gallard probeert overigens een geschikte partner voor Andrée te vinden, zich onbewust van het feit dat zij verliefd is op Pascal.
Opnieuw spendeert Sylvie de zomer bij Andrée in Béthary, maar ze slaagt er niet in veel met haar vriendin te spreken, aangezien zij voortdurend taken voor haar moeder moet vervullen. Wanneer ze te horen krijgt dat ze de rest van de zomer mogelijke partners moet ontmoeten wordt dit alles voor Andrée te veel en snijdt ze haar eigen voeten met een bijl om aan haar verplichtingen onderuit te komen. Pas na deze daad van wanhoop slaagt Andrée erin haar moeder over Pascal te vertellen. Tegen alle verwachtingen in is Madame Gallard enthousiast over Pascal, maar stelt ze wel dat de twee zo snel mogelijk verloofd moeten worden. Mits ze dit niet doen, zal Madame Gallard Andrée voor twee jaar wegsturen naar het Verenigd Koninkrijk.
Eens terug in Parijs krijgt Sylvie echter te horen dat Pascal geweigerd heeft om al met Andrée te huwen en liefst nog twee jaar wil wachten. Alhoewel Andrée beweert dat ze akkoord gaat met dit besluit, is Sylvie bang dat Andrée zichzelf zal uithongeren of wegkwijnen in de eenzaamheid. Twee dagen voor haar vertrek naar het VK belt Andrée al ijlend aan bij het huis van de familie Blondel. Vader Blondel, die tot dan toe van niets wist, geeft zijn goedkeuring voor het huwelijk, maar Andrée krijgt plots een hevige griepaanval. Niet lang daarna sterft Andrée aan een virale encefalitis (hersenontsteking). Ze sterft op haar tweeëntwintigste.

## Publicatiegeschiedenis
Het boek werd initieel geschreven in 1954, hetzelfde jaar waarin de Beauvoir ook Les Mandarins schreef. Om verschillende redenen besloot ze echter om het boek niet te publiceren. In het derde deel van haar autobiografie, La Force des Choses, stelt ze dat Jean-Paul Sartre "zijn neus ophaalde" bij het lezen van het manuscript. Volgens hem "miste het boek een inwendige noodzakelijkheid en was het niet in staat om lezers lange tijd te interesseren." In haar mémoire lijkt ze akkoord te gaan met deze analyse. Andere bronnen zeggen dat Sartre, die in de jaren vijftig een overtuigd marxist werd, het om politieke redenen niet eens was met de opzet van het boek. Volgens hem droeg een boek over de jeugd van twee 'bourgeois meisjes' op geen enkele manier bij aan de klassenstrijd.
De dochter van de Beauvoir, Sylvie Le Bon de Beauvoir, ontkent dat Sartre de doorslaggevende factor zou zijn geweest om het werk niet te publiceren. Volgens haar heeft de Beauvoir meerdere keren in haar leven geprobeerd om haar relatie met Zaza uiteen te zetten, maar was ze steeds niet tevreden met het resultaat. Volgens de Beauvoir sloeg ze er nooit in om het verhaal van Zaza in al zijn facetten te vatten. Uiteindelijk werd het verhaal een decennium later toch gepubliceerd in het eerste deel van haar autobiografie, Mémoires d'une jeune fille rangée.

## Interpretatie

### Feministische lezing
Les Inséperables ligt in het verlengde van de Beauvoirs feministische filosofie. Doorheen het werk toont ze heel veel aandacht voor de wijze waarop vrouwen gedisciplineerd worden. In de woorden van de Beauvoir is Zaza evenzeer vermoord door het patriarchaat als door een virale encefalitis. Alhoewel Zaza als kind gekenmerkt wordt door levensvreugde en talenten, wordt ze langzaam maar zeker gelimiteerd door de verwachtingen die aan vrouwen worden opgelegd. Zij moet in alles buigen naar de wensen van haar moeder en haar toekomstige echtgenoot. De enige reden dat de Beauvoir zelf aan dit lot kon ontsnappen is aangezien zij kostwinnaar voor haar gezin moest worden na een reeks mislukte investeringen van haar vader. Ze is ervan overtuigd dat zij in zekere zin Zaza heeft moeten opofferen om zelf vrij te kunnen zijn, aangezien zij veel van haar ideeën aan Zaza te danken heeft, maar Zaza deze zelf nooit in de praktijk heeft kunnen toepassen.
Ook niet onbelangrijk is de mate waarin de Beauvoir doorheen de roman focust op de reproductieve arbeid van vrouwen. Reproductieve arbeid is arbeid die moet worden uitgevoerd om te kunnen overleven, zoals koken en kuisen. Doorheen de roman wordt van de vrouwen steeds verondersteld dat zij zware arbeid leveren om de luxueuze levensstijl van de Gallards te onderhouden.

### Existentialistische lezing
Verder kadert het werk ook binnen de bredere existentialistische literatuur van de Beauvoir. Meer bepaald de kritiek en aanvullingen op de filosofie van Sartre die ze geformuleerd heeft in Pour une morale de l'ambiguïté en Pyrrhus et Cinéas. In Les Inséperables wordt regelmatig benadrukt dat de ontologische vrijheid van mensen steeds gelimiteerd wordt door maatschappelijke verwachtingen en machtsrelaties. De rebelse en intelligente Andrée wordt zo bijvoorbeeld gedwongen om te kiezen tussen een leven in vrijheid of een leven met haar familie en vrienden. Verder merkt de Beauvoir op dat mensen zich distantiëren van de mate waarin ze dit systeem van limieten in stand houden door de verantwoordelijkheid af te schuiven op God, familie of vaderland.

### Saffische lezing
Vooral in de eerste helft van het boek wordt regelmatig geïmpliceerd dat de Beauvoir verliefd was op Zaza. Dit kadert binnen het feit dat de Beauvoir biseksueel was en zich aangetrokken voelde tot zowel mannen als vrouwen. Ze spreekt uitvoerig over haar biseksualiteit in Le Deuxième Sexe en Mémoires d'une jeune fille rangée. Het valt op dat de Beauvoir het zeer moeilijk vindt om haar liefde voor Zaza concreet onder woorden te brengen. De mensen in haar leven die deze liefde vermoeden, zoals Madame Gallard, reageren zeer afwijzend, wat in lijn ligt met de homofobe opvattingen in Frankrijk uit die tijd. Dit komt tot een hoogtepunt op het einde van het eerste deel, waarin de Beauvoir haar liefde voor Zaza bekent. Zaza voelt echter niet hetzelfde voor haar.